# Čertova skála
Čertova skála este o arie protejată (arie specială de conservare — SAC, sit de importanță comunitară — SCI) din Republica Cehă întinsă pe o suprafață de 3,89 ha, integral pe uscat.

## Localizare
Centrul sitului Čertova skála este situat la coordonatele 49°59′52″N 13°47′32″E / 49.997778°N 13.792222°E.

## Înființare
Situl Čertova skála a fost declarat sit de importanță comunitară în noiembrie 2009 pentru a proteja un număr necunoscut de specii din flora spontană și fauna sălbatică aflate în arealul zonei. Situl a fost protejat și ca arie specială de conservare în iulie 2012.

## Biodiversitate
Situată în ecoregiunea continentală, aria protejată conține 2 habitate naturale: Pajiști panonice carstice (Stipo-Festucetalia pallentis), Tufărișuri subcontinentale peripanonice.
La baza desemnării sitului se află un număr nedeclarat de specii protejate.